# Bomolocha ricalis
Bomolocha ricalis là một loài bướm đêm trong họ Noctuidae.